# Ilhas Cayman nos Jogos Pan-Americanos de 2007
As Ilhas Cayman competiram nos Jogos Pan-Americanos de 2007 no Rio de Janeiro, no Brasil.

## Medalhas

### Prata
Natação - 200 metros livre masculino
- Shaune Fraser

## Resultados

### Natação

#### Masculino
100 metros livre
- Eliminatórias
  - Shaune Fraser: 50.41 → 7° lugar
- Semifinais
  - Shaune Fraser: 49.96 → 6° lugar
- Final
  - Shaune Fraser: 49.99 → 5° lugar

200 metros livre
- Eliminatórias
  - Shaune Fraser: 1:53.09 → 8° lugar
- Semifinais
  - Shaune Fraser: 1:50.24 → 3° lugar
- Final
  - Shaune Fraser: 1:48.95 →  Prata

200 metros medley
- Eliminatórias
  - Shaune Fraser: 2:10.29 → 13° lugar